# Acide 5-méthyltétrahydrofolique
L’acide 5-méthyltétrahydrofolique, également appelé acide lévoméfolique, est le dérivé biologiquement actif de l'acide folique, ou vitamine B9, qui intervient notamment dans le métabolisme des bases nucléiques (et donc du matériel génétique), de celui de la cystéine et de la régulation de l'homocystéine. Sa forme ionisée en solution aqueuse est le 5-méthyltétrahydrofolate, généralement abrégé en 5-CH3-THF. La vitamine B9, absorbée au niveau de l'intestin grêle, doit être convertie en 5-CH3-THF pour être utilisée par l'organisme.
Le 5-méthyltétrahydrofolate est formé par la 5,10-méthylènetétrahydrofolate réductase (MTHFR) à partir du 5,10-méthylènetétrahydrofolate (5,10-CH2-THF) et intervient notamment pour convertir l'homocystéine en méthionine par la méthionine synthase.
Le 5-CH3-THF a été proposé pour traiter des maladies cardiovasculaires, ainsi que des cancers avancés tels que le cancer du sein et le cancer colorectal ; il favorise l'inhibition de la thymidylate synthase par la 5-fluoro-2′-désoxyuridine 5′-monophosphate (FdUMP) issue de la métabolisation du 5-fluorouracile, un agent anticancéreux.